# Historia de Chile Ilustrada
Historia de Chile Ilustrada es una enciclopedia chilena creada por los profesores Osvaldo Silva Galdames y José Luis Schroeder Gutiérrez sobre los aspectos políticos, sociales y culturales de los orígenes de la humanidad, los pueblos aborígenes de América y Chile, la Conquista, la Colonia y la Independencia. Ofrece también un análisis de los roles de algunos protagonistas de los hechos más destacados.

## Historia
Esta obra fue distribuida en fascículos por el diario La Tercera, en el año 1997; en su portada se puede apreciar el escudo de Chile y algunos personajes destacados de la historia, como Arturo Prat, Bernardo O'Higgins, Pedro de Valdivia y Caupolicán.

## Capítulos
1. «Orígenes de la humanidad» (pp. 5-12)
2. «El poblamiento de América» (pp. 13-20)
3. «Los primeros habitantes de Chile» (pp. 21-28)
4. «Nómadas del mar y terrestres insulares en el siglo XVI» (pp. 29-36)
5. «Agricultores prehispanos del Norte de Chile» (pp. 37-42)
6. «Los mapuches: la sociedad más numerosa de Chile prehispano» (pp. 45-52)
7. «Conquista selectiva de los incas en Chile» (pp. 53-60)
8. «La Conquista de América: una empresa privada» (pp. 61-68)
9. «Descubrimiento y conquista de Chile» (pp. 69-76)
10. «Don Pedro de Valdivia, conquistador y fundador» (pp. 77-84)
11. «Los sucesos de Valdivia» (pp. 85-92)
12. «Corsarios y piratas en las costas de Chile» (pp. 93-100)
13. «Orígenes de la sociedad chilena» (pp. 101-108)
14. «Penoso fin de las culturas al sur del BioBío» (pp. 109-116)
15. «La estancia, centro de las actividades agropecuarias en el siglo XVII» (pp. 117-124)
16. «Don Ambrosio O´Higgins, gobernador y virrey» (pp. 125-131)
17. «La expulsión de los jesuitas (1767)» (pp. 133-140)
18. «Asume el mando don Mateo de Toro y Zambrano» (pp. 141-148)
19. «Restauración del gobierno colonial» (pp. 149-156)
20. «Ajusticiamiento de los Carrera» (pp. 157-163)
21. «Primeros pasos de Chile independiente» (pp. 165-172)
22. «La época de la organización (1831-1861)» (pp. 173-179)
23. «Desarrollo intelectual en la Época de la Organización» (pp. 181-188)
24. «Organización y desarrollo de la economía» (pp. 189-196)
25. «Evolución de la sociedad: el aporte de los inmigrantes» (pp. 197-204)
26. «Las relaciones internacionales» (pp. 205-211)
27. «De la Organización a la Expansión» (pp. 213-220)
28. «La época de la expansión» (1861-1891) (pp. 221-228)
29. «La Guerra del Pacífico» (pp. 229-236)
30. «La revolución de 1891» (pp. 237-244)
31. «El parlamentarismo» (pp. 245-252)
32. «La crisis del centenario» (pp. 253-260)
33. «Las grandes transformaciones políticas» (pp. 261-268)
34. «La República presidencial» (pp. 269-276)
35. «Alessandri y el regreso a la estabilidad institucional» (pp. 277-284)
36. «Los gobiernos independientes» (pp. 285-292)
37. «La Revolución de Libertad de Eduardo Frei Montalva» (pp. 293-300)
38. «El socialismo “a la chilena” de Salvador Allende» (1970-1973) (pp. 301-308)
39. «El gobierno militar» (pp. 309-316)
40. «Crisis económica y política de 1982 y 1983» (pp. 316-323)
41. «Los gobiernos de la Concertación» (pp. 325-332)

- Datos: Q5899006